# إيكوسان-1-ول
إيكوسان-1-ول هو كحول دهني ذو عشرين ذرة كربون، صيغته الجزيئية هي C20H42O. يمكن الحصول عليه عادةً عن طريق هدرجة حمض الأراكيديك أو حمض الأراكيدونيك، وكلاهما موجود في زيت الفول السوداني.